# Riviste giapponesi di fumetti
Le riviste giapponesi di fumetti sono periodici stampati e venduti in Giappone che contengono storie a fumetti seriali ("story manga") od autoconclusivi ("one-shot").
Sono solitamente composte da molte centinaia di pagine (la più corposa è Shonen Gangan con circa 900 pagine), e per tenere basso il prezzo sono stampate con carta di qualità molto bassa, spesso riciclata e non decolorata. Su queste riviste escono a capitoli settimanali, bimestrali, mensili o aperiodici tutti i manga pubblicati in Giappone; generalmente dopo alcuni mesi questi capitoli vengono raccolti in volumi monografici (tankōbon) di qualità editoriale superiore alla rivista.
Le riviste sono divise secondo il target a cui si rivolgono: si hanno così riviste dedicate unicamente ad un pubblico maschile (shōnen) e riviste dedicate ad un pubblico prettamente femminile (shōjo). Ci sono inoltre ulteriori divisioni in base all'età (riviste per bambini, adolescenti o adulti), o in base all'argomento (alcuni trattano di giochi come in pachinko o il Mah Jong, ed alcuni sono dedicati ai mestieri). Un'ulteriore possibile divisione è tra i periodi di uscita delle riviste: ne esistono settimanali, bimestrali, mensili, o ad uscite irregolari o varie.
Essendo il fumetto un media che in Giappone non ha discriminazione sociali o d'età, queste riviste si rivolgono ad un pubblico straordinariamente ampio rispetto ai corrispettivi nel resto del mondo.

## Lista di riviste giapponesi di fumetti
La lista di seguito non è esaustiva e si promette di elencare le pubblicazioni più vendute in Giappone e più famose all'estero. Tra parentesi sono indicate abbreviazioni date alla specifica rivista, oppure informazioni aggiuntive ad essa.

### Riviste maschili

#### Riviste kodomo
Riviste per un pubblico di bambini intorno ai 8-12 anni:
- CoroCoro Comic (Shogakukan dal 1977-)
  - Bessatsu CoroCoro Comic (Dal 1981-)
  - CoroCoro Ichiban! (Bimestrale dal 2005-)
- Pre Comic Bunbun (Poplar Publishing dal 2003-)

#### Riviste di shōnen manga
Riviste per un pubblico di ragazzi intorno ai 12-18 anni:

##### Settimanali e riviste collegate
- Weekly Shōnen Sunday (Shogakukan dal 1959-)
  - Shōnen Sunday Super (Speciale, dal 1995-)
- Shonen Magazine (Kōdansha dal 1959-)
  - Magazine Special (Dal 1989-)
- Weekly Shōnen Jump (Shūeisha dal 1968-)
  - Jump NEXT! (Dal 1996-)
- Shūkan Shōnen Champion (Akita Shoten dal 1969-)

##### Mensili
- Gekkan Shōnen Champion (Akita Shoten dal 1970-)
- Gekkan Shōnen Magazine (Kodansha dal 1974-)
  - Magazine Great (Dal 1993-)
- Gekkan Shōnen Gangan (Square Enix dal 1991-)
  - Gekkan GFantasy (Dal 1993-)
  - Gekkan Gangan WING (Dal 2001-)
  - Gekkan Gangan POWERED (Dal 2001-)
- Gekkan Shōnen Ace (Kadokawa Shoten dal 1994-)
  - Gundam Ace (Dal 2001-)
  - Keroro Land (Dal 2005-)
  - Gundam Ace Special (Dal 2007-)
  - Kerokero Ace (Dal 2007-)
  - Ace Assault (Dal 2007-)
- Gekkan Shōnen Sirius (Dal 2005-)
- Jump Square (Dal 2007-)
- Bessatsu Shōnen Magazine (Dal 2009-)

##### Altre riviste shonen manga
- Champion Red
  - Champion Red Ichigo
- Comic Blade (chiuso)
  - Comic Blade Avarus (all'interno prosegue alcune serie del Comic Blade)
- Comic Blade Masamune
- Comic Rex
- Comic Rush
- Dengeki Comic Gao! (chiuso)
- Shōnen Big Comic (sostituito col Weekly Young Sunday)
- Monthly Shōnen Jump (sostituito col Jump Square)
- Shōnen Jump Advanced
- Shōnen Magazine Wonder
- Shōnen Sunday Zokan
- Shōnen Sunday Super
- Monthly Shōnen Captain
- Monthly Dragon Age
  - Dragon Age Pure
- V-Jump
- Monthly Shōnen Jets (chiuso)
- Monthly Shōnen World (chiuso)

#### Riviste di seinen manga per giovani adulti
Riviste per un pubblico di ragazzi intorno ai 18-20 anni:
- Weekly Young Jump (Dal 1979-)
  - Young Jump Soukan (Dal 1994-)
- Super Jump (Dal 1986-)
  - Oh Super Jump (Dal 1996-)
- Shūkan Young Magazine (Dal 1980-)
  - Bessatsu Young Magazine (Dal 1999-)
- Shūkan Young Sunday (Dal 1987-)
- Young King (Shōnen Gahōsha dal 1987-)
  - Gekkan Young King (Dal 2006-)
- Young Champion (Dal 1988-)
  - Young Champion Retsu (Dal 2006-)
- Young Animal (Hakusensha dal 1992-)
  - Young Animal Arashi (Dal 2000-)
  - Young Animal Sōkan Airando (Dal 2004-)
- Young Gangan (Dal 2004-)
- Comic Marble (Takeshobo dal 2007-)

#### Riviste di seinen manga per shakaijin
Riviste per un pubblico di uomini già dentro il mondo del lavoro, a differenza delle riviste Young sopra menzionate:
- Shūkan Manga Times (Hōbunsha dal 1956-)
- Shūkan Manga Sunday (Jitsugyo dal 1959-)
- Manga Action (Futabasha dal 1967-)
- Shūkan Manga Goraku (Nihon Bungeisha dal 1967-)
- Play Comic (Dal 1968-)
- Big Comic (Dal 1968-)
  - Big Comic Original (Dal 1972-)
  - Big Comic Spirits (Dal 1980-)
  - Big Comic Superior (Dal 1987-)
- Weekly Morning (Dal 1982-)
- Afternoon (Dal 1983-)
- Evening (Dal 2001-)
- Business Jump (Dal 1982-)
- Shūkan Comic Banchi (Shinchosha dal 2001-)
- Comic Charge (Dal 2007-)

#### Altre riviste seinen manga
- Big Gold (rivista)
- Big Comic Pockets
- Comi Digi +
- Comic Beam
- Comic Birz
- Comic Bunch
- Comic Gum
- Comic High!
- Comic Ryu
- Dengeki Daioh
- Dengeki G's Festival! Comic
- Dengeki Maoh
  - Dengeki Kuro Maoh
- Dengeki Moeoh
- Ikki
- Manga Goraku
- Manga Tengoku
  - Bessatsu Weekly Manga Times
  - Weekly Manga Times Zokan
- Magazine Z
- Manga 4-koma Kings Palette
- Monthly Comic Alive
- Monthly Comic Flapper
- Monthly Sunday GX
- Gekkan Afternoon
- Ultra Jump
- Young Champion
- Young King OURs

##### Riviste per salaryman
Riviste disponibili esclusivamente nelle stazioni ferroviarie, con lo scopo di dare qualcosa da leggere a tutte quelle persone che dopo una giornata di lavoro vogliono leggersi qualcosa durante il viaggio ferroviario.
- Hontō ni Atta Yukai na Hanashi
- Manga Club
  - Manga Club Original
- Manga Home
- Manga Life
  - Manga Life Momo
  - Manga Life Original
  - Manga Life Selection
- Manga Time
  - Manga Time Collection
  - Manga Time Comics
  - Manga Time Family
  - Manga Time Jumbo
  - Manga Time Kirara
  - Manga Time Kirara Carat
  - Manga Time Kirara Forward
  - Manga Time Kirara Max
  - Manga Time Lovely
  - Manga Time Original
  - Manga Time Special
- Manga Town
  - Keitai Manga Town
  - Manga Town Original

##### Riviste per adulti
- Comic LO (a tematiche lolicon)
- Comic MILF (a tematiche MILF e cougar)
- Comic MegaStore
- Comic MegaStore H
- Comic RIN
- Comic Tenma
- Shōnen Ai no Bigaku (a tematiche shotacon)

##### Altre riviste
Altre riviste contenenti manga per un pubblico maschile.
- Charano!
- Comp Ace
- Comptiq
- Dengeki G's Magazine
- Dragon Magazine
  - Fantasia Battle Royal
- The Sneaker

##### Riviste di Mah Jong
- Bessatsu Kindai Mahjong
- Kindai Mahjong Gold
- Kindai Mahjong Original

##### Riviste di pachinko
- Manga Pachinker
- Pachinker World

### Riviste femminili

#### Riviste di shōjo manga
- Asuka
- Bessatsu Margaret
- Chuchu
- Ciao
- Cookie
- Comic Sylph
- Comic Zero Sum
- Hana to Yume
  - Hanayume EX
  - Bessatsu Hana to Yume
- LaLa
  - LaLa DX
- Margaret
- Melody
- Mimi
- Mystery DX
- Nakayoshi
- Princess
- Princess Gold
- Ribon
  - Ribon Original (chiuso)
- Seventeen
- Shōjo Comic
  - Bessatsu Shōjo Comic
- Shōjo Friend
  - Bessatsu Shōjo Friend
- Wings

#### Riviste di jōsei manga
- Cheese!
- Chorus
- CUTIE
- Be Love
- Dessert
  - Darling
- Feel Young
- Flowers
- Huckleberry
  - One More Kiss
- For Mrs.
- Judi
- Kiss (Kodansha)
- Melody
- Mystery Bonita
- Nemuchi
  - Pochette
- Petit Comic
- Princess Gold
- Silky
- Suspiria
  - Suspiria Mistery
- Yan Mama Comic (rivista per giovani madri)
- You
  - Bessatsu You
  - Office You
- Young Rose
- Young You

#### Riviste per adulti
- Comic Amour

##### Rivisteyaoi
- Asuka Ciel
- Comic June
- Ciel Tres Tres
- drap

### Riviste specialistiche

#### Riviste alternative
- Ax
- Comics Cue
- Erotics F
- Opera
- Garo

#### Rivisteyuri
- Comic Yuri Hime
  - Comic Yuri Hime S

### Altre riviste
- Animage
- Animedia
- Newtype (rivista specializzata nelle notizie di anime e manga)